# Фторид радия
Фторид радия — неорганическое соединение, соль металла радия и плавиковой кислоты с формулой RaF2, бесцветные кристаллы, плохо растворимые в воде.

## Получение
- Непосредственно из элементов (реакция экзотермична):

{\displaystyle {\mathsf {Ra+F_{2}\ {\xrightarrow {}}\ RaF_{2}}}}
- Действие плавиковой кислоты на гидроксид радия:

{\displaystyle {\mathsf {Ra(OH)_{2}+2HF\ {\xrightarrow {}}\ RaF_{2}\downarrow +2H_{2}O}}}
- Действие раствора фторида щелочного металла на гидроксид радия:

{\displaystyle {\mathsf {Ra(OH)_{2}+2NaF\ {\xrightarrow {}}\ RaF_{2}\downarrow +2NaOH}}}

## Физические свойства
Фторид радия образует бесцветные кристаллы кубической сингонии, параметры ячейки a = 0,6381 нм, Z = 4.

## Применение
- Используется в качестве источника нейтронов (1 г соли излучает 1,8⋅106 нейтронов/сек). Возникновение нейтронов вызвано (α,n)-реакцией на ядрах кислорода под действием альфа-частиц, излучаемых радием и его дочерними радионуклидами.